# Mistrzostwa Polski w Skokach Narciarskich 1963
38. Mistrzostwa Polski w Skokach Narciarskich – zawody o mistrzostwo Polski w skokach narciarskich, które odbyły się w dniach 24-26 lutego 1963 roku na Średniej i Wielkiej Krokwi w Zakopanem.
W konkursie indywidualnym na skoczni normalnej zwyciężyli ex aequo Antoni Łaciak i Ryszard Witke, a brązowy medal zdobył Andrzej Sztolf. Na dużym obiekcie najlepszy okazał się Piotr Wala przed Łaciakiem i Janem Pezdą.

## Wyniki

### Konkurs indywidualny na dużej skoczni (24.02.1963)
| Miejsce | Zawodnik          | Klub              | Skok 1 | Skok 2 | Punkty |
| ------- | ----------------- | ----------------- | ------ | ------ | ------ |
| 1.      | Piotr Wala        | KKS Bielsko-Biała | 100,0  | 102,0  | 239,8  |
| 2.      | Antoni Łaciak     | LKS Szczyrk       | 96,5   | 98,0   | 227,8  |
| 3.      | Jan Pezda         | WKS Zakopane      | 96,5   | 99,0   | 226,2  |
| 4.      | Gustaw Bujok      | Start Wisła       | 93,5   | 95,0   | 218,6  |
| 5.      | Andrzej Sztolf    | AZS Zakopane      | 94,0   | 94,5   | 217,6  |
| 6.      | Ryszard Witke     | Śnieżka Karpacz   | 94,5   | 97,0   | 216,6  |
| 7.      | Stanisław Polok   | Start Wisła       | 95,5   | 93,5   | 210,5  |
| 8.      | Janusz Zalotyński | AZS Zakopane      | 90,0   | 94,0   | 210,0  |

W konkursie wzięło udział 25 zawodników.

### Konkurs indywidualny na normalnej skoczni (26.02.1963)
| Miejsce | Zawodnik                  | Klub                   | Skok 1 | Skok 2 | Punkty |
| ------- | ------------------------- | ---------------------- | ------ | ------ | ------ |
| 1.      | Ryszard Witke             | Śnieżka Karpacz        | 66,0   | 68,0   | 230,0  |
| 1.      | Antoni Łaciak             | LKS Szczyrk            | 66,0   | 68,5   | 230,0  |
| 3.      | Andrzej Sztolf            | AZS Zakopane           | 66,0   | 66,5   | 224,5  |
| 4.      | Józef Przybyła            | LZS Klimczok Bystra    | 67,0   | 66,0   | 222,2  |
| 5.      | Piotr Wala                | KKS Bielsko-Biała      | 64,0   | 64,0   | 221,8  |
| 6.      | Emil Dawid                | Start Wisła            | 66,5   | 60,0   | 213,9  |
| 7.      | Janusz Zalotyński         | AZS Zakopane           | 64,0   | 65,5   | 212,7  |
| 8.      | Władysław Bachleda Żarski | Wisła-Gwardia Zakopane | 64,0   | 65,0   | 210,6  |

W konkursie wzięło udział 38 zawodników.